# Vammen
Vammen er en lille by i Midtjylland med 531 indbyggere  (2024). Den ligger i Vammen Sogn mellem Viborg og Hobro ved den sydvestlige ende af Tjele Langsø. Byen er beliggende i Viborg Kommune og hører til Region Midtjylland.
Vammen har en friskole med lidt over 80 elever i 0.-8. klasse. Der er busforbindelse til Viborg og Hobro samt et forretningsliv med bl.a. købmand og kro.
Der findes desuden en hal til sport, fitnesscenter og forsamlingshus.
Der er også en campingsplads.

## Vammen i oldtiden
Når man kommer kørende på Tinghøjvej fra Viborg mod Vammen, kan man tydelig se, at her har boet mennesker helt tilbage i forhistorisk tid. Der er bevaret 34 høje i Vammen Sogn af oprindelig 112. De er med til at præge det i forvejen meget smukke landskab.
Allerede ved skellet til Vammen sogn (umiddelbart vest for ejendommen Tinghøjvej 31) møder man den første høj, en gammel jættestue på højre hånd lige før Odelsgård som ligger på den anden af gården. Lidt længere fremme ligger den højeste af alle højene, Bavnehøj, mens der på højre side er to høje meget tæt på vejen, Tinghøje.
I Dansk Folkemindesamling kan man finde en historie om en hattemager og en kurvemager, der sammen med andre rejste i to hestevogne fra Hobro Marked til Viborg:
Ved Tinghøje så de et hovedløst kvindemenneske komme imod dem i det ene vejspor, men da de havde en hoppe, der var i fol foran den ene vogn, kom de godt fra det. De andre kom derimod galt af sted. Med ét var det blevet så mørkt, at de hverken kunne se vej eller sti. Da vognen endelig standsede, opdagede de, at de var inde i en gård i Rødding, og vognen stod oppe i møddingen.
På den ene af de to Tinghøje står luftmeldetjenestens udsigtstårn. Mange af gårdene har navn efter højene, såsom Tinghøj og Uglhøj. Uglhøj, der ligger mellem nr. 40 og 42 et stykke nede på marken, er meget bemærkelsesværdig på grund af sit tilgængelige dobbeltkammer. Når man ser højen fra Vammensiden ligner den hovedet af en ugle med sine to åbninger. Det er indgangene til de to jættestue-kamre, der ligger 3 meter fra hinanden med næsten parallelle gange ud mod syd. Kamrene er ca. 1,35 meter høje og ca. 2,5 meter i tværmål. De to gange er nu 3,5 meter lange og delvis overdækkede, oprindelig har de nok gået helt ud til kanten af højen, dvs. været næsten 8 meter lange og har haft dæksten hele vejen. Næste gård hedder Hathøj og har sin gravhøj i haven.
Lige øst for Vammen by findes Storehøj (Korshøj) og Lillehøj på hver side af Hobrovej og lidt længere inde på marken (den tidligere præstegårdsjord) ligger 5 andre høje. I Bigum Sogn kan man finde en 5.000 år gammel jættestue, der har fungeret som fællesgrav for egnens ledende slægt. Den består af et 4 meter langt kammer bygget af 10 bæresten og 3 dæksten. Fra det stammer et fund med 1 stridsøkse, 2 klokkebægre, 8 flintedolke og 75 ravperler, heraf er nogle formet som økser. Jættestuen ligger et stykke inde på marken nord for Skibsdalsvej. Ved indgangen kan man i øvrigt se helleristninger.
Strækningen Tinghøjvej og Hobrovej er en del af en østlig afgrening af Hærvejen op gennem Jylland. Den blev kaldt Vandskelsvejen, idet den netop ligger i vandskellet mellem Skalsådalen og Tjele Ådalen. Ved Vammen gik vejen over åbent land, men ved Sødal Skov har den løbet lige syd om skoven. I dens nordkant står en ensom bautasten. Det er en større oprejst sten, råt- eller utilhugget. De har formodentlig samme funktion som de senere runesten.
For enden af den asfalterede del af Norupvej lige vest for Vammen by ligger der også to meget store og flotte høje. Sydvest for Havgaard (Haugårdsvej 44) finder man resterne af et dyssekammer. I dag er der kun to bæresten og en væltet overligger tilbage.
Når egnen heromkring har været så tæt befolket skyldes det sandsynligvis, at der har været let adgang til området. Man mener, at Mariager Fjord gik meget dybt ind i landet og stod i forbindelse med Tjele Langsø og Tjele Å.
I engene ved Tjele Å kan man finde en skibssætning. Den ligger syd for Gammel Thorupgård (Sønderupvej 4). Skibssætningen er en gravform fra den yngre bronzealder. De fremstår som spidse, ovale stensætninger og symboliserer muligvis skibet, der sejler den døde til Dødsriget. Skibssætningen i Tjele Enge blev i sin tid sat til minde om en stor skibshøvding.
I Tjele Å-engene er der ligeledes rester af et Voldsted, kaldet Gøtrikborg. Det er et kunstigt jordanlæg, der har tjent som forsvarsanlæg. Anlægget kan findes på Foulum-siden lige over for gården Sønderup i Vammen Sogn. Anlægget har bestået af en nærmest rund midterbanke med en diameter på ca. 43 meter. Den er omgivet af en 10 meter bred grav. Uden for denne har der været en ringvold eller dæmning, der har været 7-9 meter bred. Der er ikke fundet bygningsrester ved anlægget. Derimod kan man stadig være heldig at finde resterne af en række egepæle fra en bro nordvest for voldstedet. Der har ført ind mod det højerebeliggende land i Vammen Sogn, hvor Gøtriksborgen oprindeligt må formodes at have hørt til.
Et folkesagn fortæller, at Holger Danske er født i Gyrrihøj lige neden for gården Sønderup. Da han blev født, var han lige så stor, som et årsgammelt barn, og de måtte have to ammer til at føde ham. Han blev også tolv fod høj som fuldvoksen mand. Der har været beboelse på højen, for der er taget stolper og mursten op af den. Forhøjningen over engen er i dag under en meter.

## Billedgalleri
- Vammen skole
- Vammen ny skole
- Vammen kro
- Vammen kirke
- Østlige byport
- Udsigt mod Løndalen
- Store Høj ved Vammen
- Hobrovej
- Haugaardsvej
- Fynbohus
- Forsamlingshuset
- Børnehaven
- Bengts gård